# Olimpijka (autópálya)
Koordináták: é. sz. 52° 04′ 24″, k. h. 20° 12′ 40″52.073472°N 20.211111°E
Az Olimpijka (lengyel: olimpikon, olimpiára tartó) egy csak részben elkészült lengyelországi autópálya. Az utat az 1970-es években kezdték építeni, ám egyes részeit sohasem fejezték be.

## Története
A kontinentális Európa egyik hagyományos közlekedési útvonala a Berlin - Varsó - Minszk - Moszkva út, amely jelentősebb kanyarok nélkül, lényegében nyílegyenesen köti össze a német és az orosz fővárost. Ezen útvonalnak jelentős szerepe van Lengyelország kelet-nyugati közlekedési kapcsolatainak biztosításában. Az 1970-es években Moszkva nyerte ez az 1980-as nyári olimpia rendezési jogát. Az olimpia kapcsán vetődött fel, hogy Varsó érintésével modern autópályával kössék össze Berlint és Moszkvát. Szintén szerepet játszhatott a döntésben, hogy akkoriban mindhárom város egy-egy szocialista ország fővárosa volt. Az építkezés Varsótól nyugatra két részben, a Wrzesnia−Konin, illetve a Nieborow−Varsó szakaszon kezdődött 1976-ban. Míg a Szovjetunióban sikerült az olimpiára a korszerű gyorsforgalmi utat felépíteni, addig Lengyelországban jelentős lemaradással küzdöttek az építők.
A munkálatok csak nagyon lassan haladtak. Hamar nyilvánvaló lett, hogy a lengyel sztráda nem készülhet el az olimpia időpontjára. A Wrzesnia és Sługocin közötti 34 kilométeres szakasz csak  ötéves  késéssel, 1985-ben készült el, a Koninig hátra lévő 19 kilométeres a autópálya átadására további 4 évet kellett várni. Ez a két útszakasz ma az A2-es autópálya része.
A Nieborów–Varsó szakaszt azonban soha sem fejezték be. Ezen a helyszínen több jelentős infrastrukturális elem látható félkész állapotban. Ezek közé tartozik a szintén soha el nem készült észak-déli nagy sebességű vasútvonal viaduktja Varsó közelében, felüljárók és kisebb viaduktok. A legmagasabb készültségi szintet a Bolimów–Wiskitki közötti erdei szakaszon érte el az út, itt néhol már az aszfaltszőnyeget is leterítették. Ezt a szakaszt a helyi lakosság erdei útként használja.

## Fordítás
- A Wikimédia Commons tartalmaz Olimpijka témájú kategóriát.
- Ez a szócikk részben vagy egészben a Olimpijka (autostrada) című lengyel Wikipédia-szócikk ezen változatának fordításán alapul.  Az eredeti cikk szerkesztőit annak laptörténete sorolja fel. Ez a jelzés csupán a megfogalmazás eredetét és a szerzői jogokat jelzi, nem szolgál a cikkben szereplő információk forrásmegjelöléseként.
- Ez a szócikk részben vagy egészben a Olimpika (Autobahn) című német Wikipédia-szócikk ezen változatának fordításán alapul.  Az eredeti cikk szerkesztőit annak laptörténete sorolja fel. Ez a jelzés csupán a megfogalmazás eredetét és a szerzői jogokat jelzi, nem szolgál a cikkben szereplő információk forrásmegjelöléseként.